# Автопортрет
Автопортре́т — портрет художника, виконаний ним самим. Значного розвитку автопортрет набуває в епоху Відродження і розквітає в 17 ст. Видатні зразки автопортретів дав великий голландський художник Рембрандт. Одним із зачинателів автопортрету в українському мистецтві був Т. Шевченко. На початку 20 століття визначні зразки автопортретів у місті Львів створив вельми талановитий художник нової української генерації Новаківський Олекса Харлампійович .

## Потяг до створення автопортретів
Відчутний потяг до створення автопортретів відчули вже художники-сучасники Леонардо в 15 столітті. Нещасна доля обійшла небезпекою частку з них, що надало нагоду бачити автопортрети низки італійських митців і в 21 столітті, серед яких Доменіко Гірляндайо, Беноццо Гоццолі, Лука Сіньореллі, Перуджино. Молодий сучасник Леонардо — Рафаель Санті (1483—1520) залишив по собі вже автопортрети в малюнках, у фресці і в живопису олійними фарбами. Деякий час автопортрет італійського митця на фресках слугував як візуальний підпис автора, як то було у Луки Сіньореллі, Беноццо Гоццолі, у Доменіко Гірляндайо. Але не всі художники відчували той потяг і ми ніколи не матимемо автопортретів Паоло Учелло, Андреа дель Кастаньйо, Мазаччо.
Логічно припустити, що в процес створення автопортретів був втягнутий і Леонардо да Вінчі, що зазнавав зневажливого ставлення і в Флоренції, і в Мілані, потерпаючи від невизнання, хоча мав великі амбіції.
Але майже дві третини зниклого чи знищеного приватного архіву і малюнків Леонардо не дають підстав стверджувати, що ранні автопортрети були. Сенсаційні заяви про віднайдення ранніх автопортретів — постійні спекуляції на популярності уславленого дослідника та художника.

## Техніки виконання
Могутній розвиток мистецтва спричинив появу автопортретів в різних матеріалах і техніках. Майже кожний з матеріалів мистецтва годиться для автопортрета :

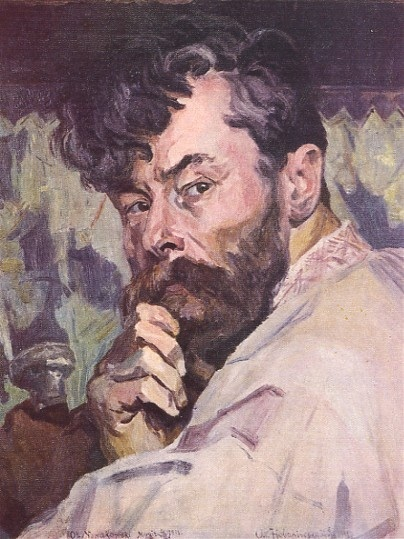
Олекса Новаківський, «Автопортрет», до 1935 року

- Фреска — (Доменіко Гірландайо, Філіппіно Ліппі, Лука Сіньйореллі, Рафаель Санті
- Теракота — Лоренцо Берніні, Пигаль
- Малюнок — Альбрехт Дюрер, Леонардо да Вінчі, автопортрет Арчімбольдо
- Офорт — Рембрандт, Франсіско Гойя, Андерс Цорн
- Пастель — Шарден, Розальба Карр'єра, Кантен де Латур
- Дереворити — безліч прикладів
- Олійні фарби. С поширенням техніки жиопису олійними фарбами ці автопортрети стали переважати.
- Пластилін
- Фотографія

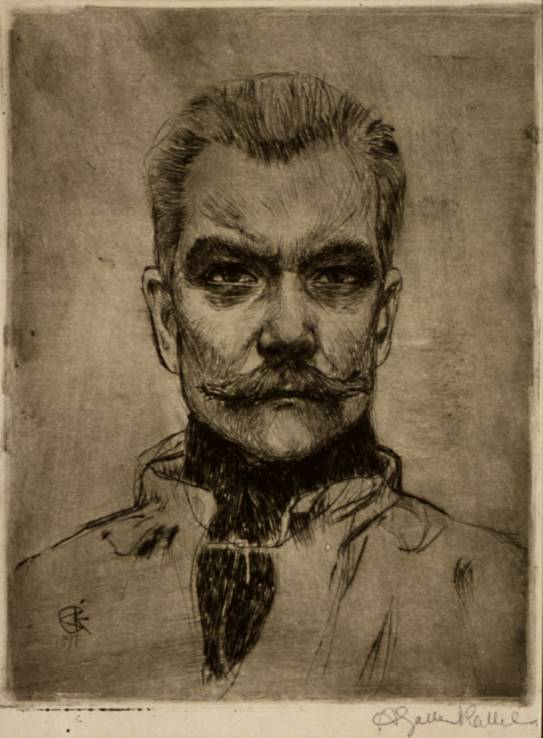
Акселі Галлен-Каллела
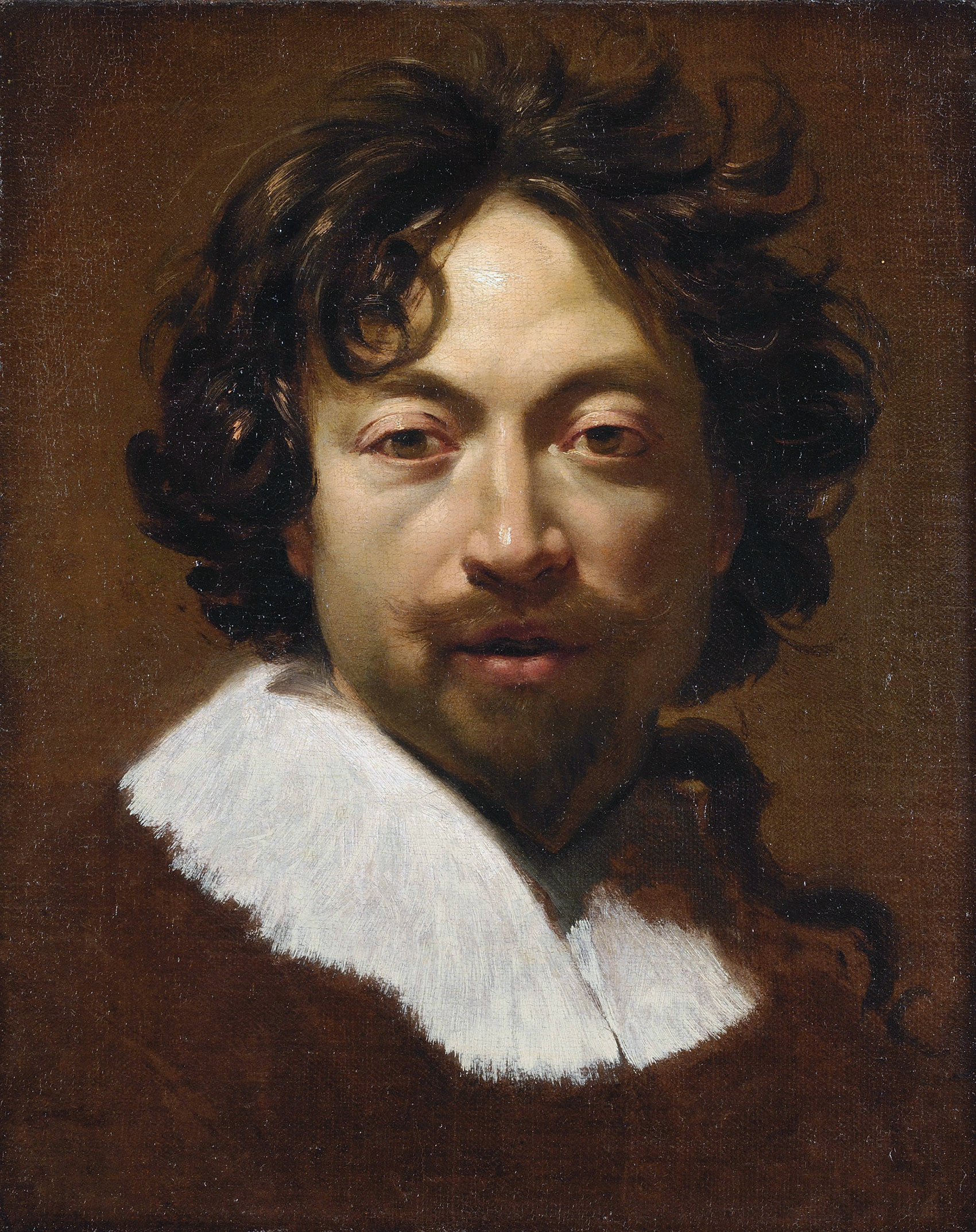
Симон Вуе
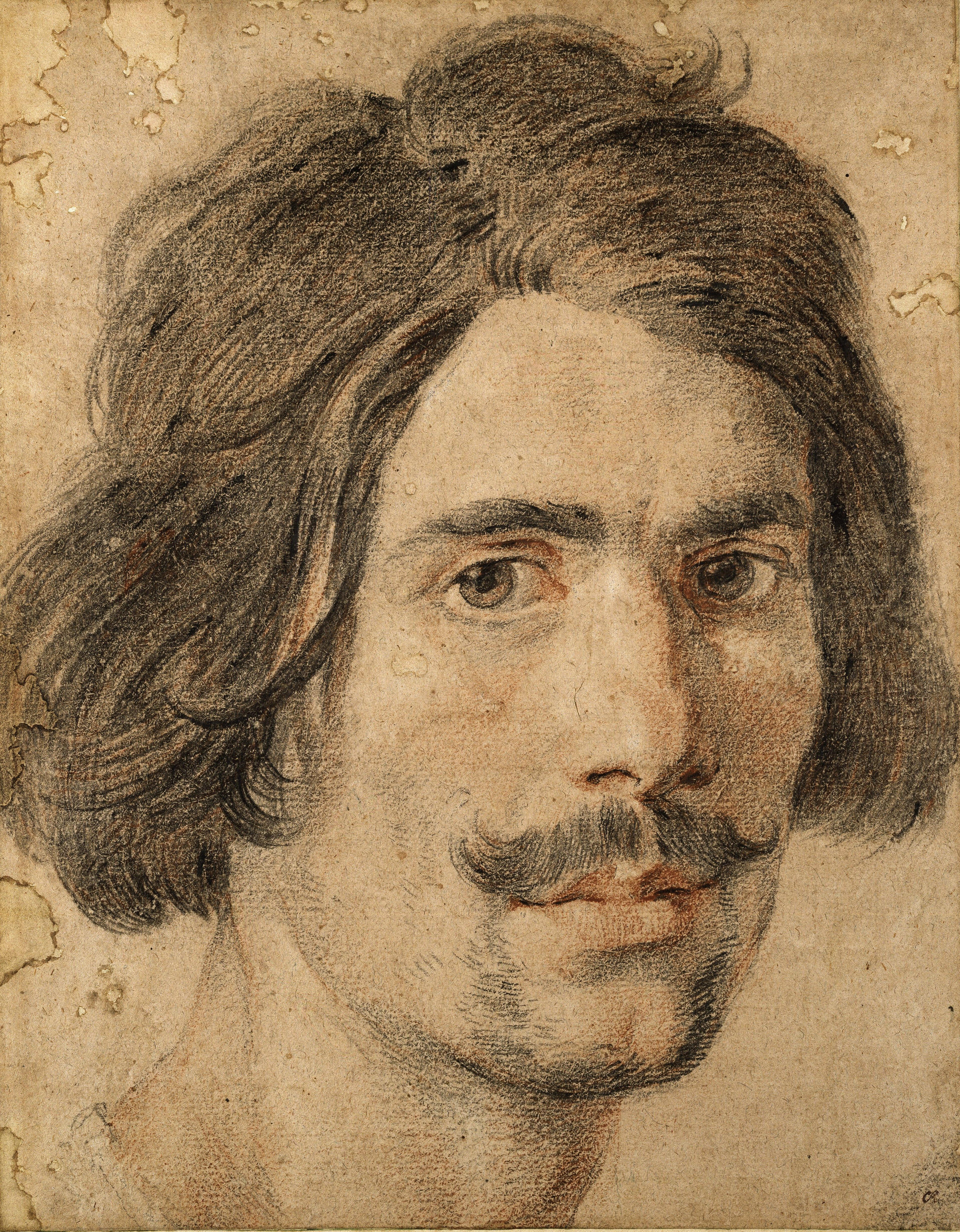
Автопортрет Берніні, малюнок 1625 р, Оксфорд, Ашмолеан музей.
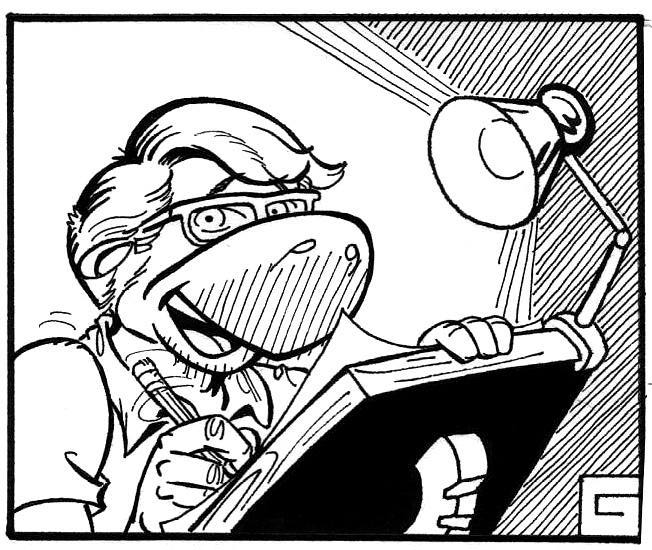
Карл Гаффорд
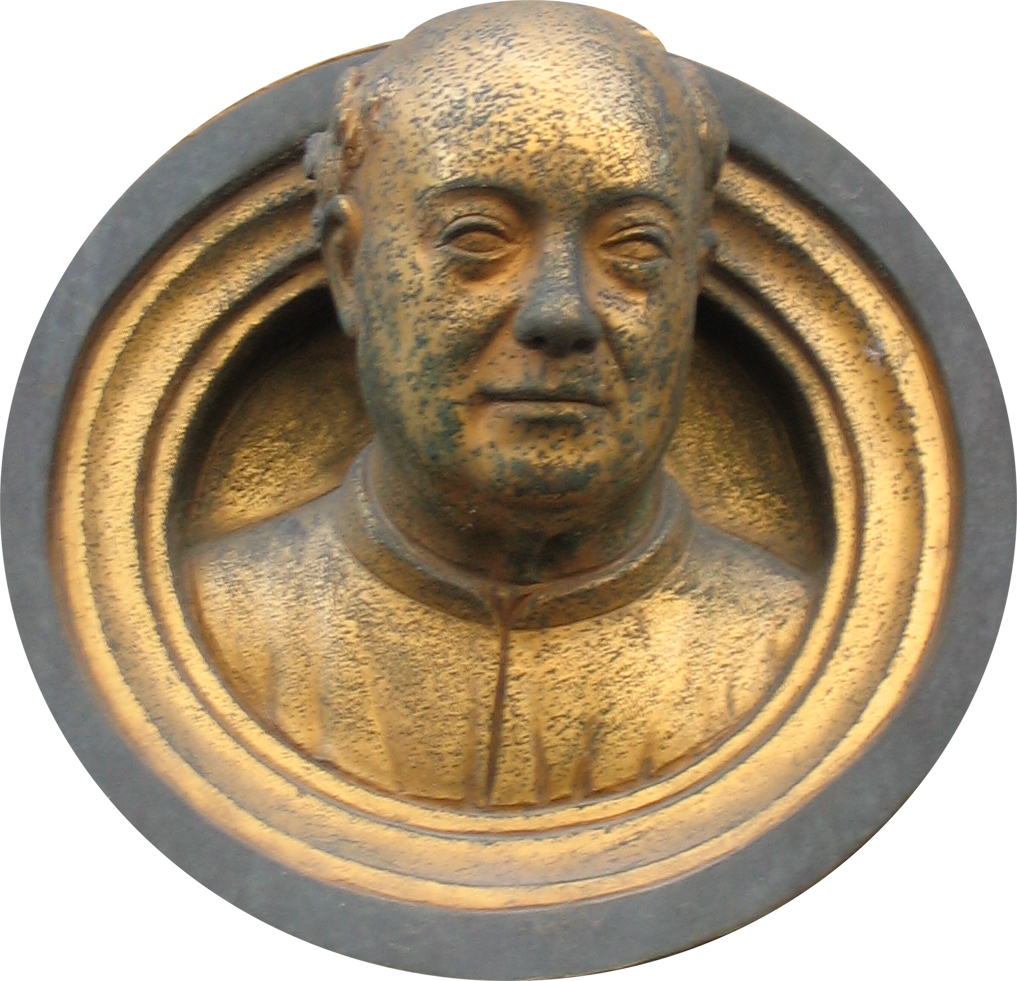
Гіберті

## Ознаки автопортрета
Головні ознаки автопортретів дав дослідник Гращенков Віктор Миколайович (1925 — 2005). Він вважав автопортретами зображення з дещо напруженим зором прямо на глядача, неприродною асіметрією обличчя, наявне використання дзеркала тощо.

## Один з перших автопортретів
Свідоцтво про це залишив письменник Плутарх (бл. 45 — бл. 127).
Його виконав видатний скульптор Стародавньої Греції Фідій (бл. 490 до н. е. — бл. 430 до н. е.) . Він довго працював над скульптурами і оздобами нового Парфенону, залишки якого відомі в усьому світі. На мармуровому (?)щиті богині Афіни він і зобразив себе. Заздрізники і вороги скульптора були розлючені і вважали це богохульством. Скульптор помер в засланні.

## Відмова від канонів
Створення автопортретів відновилося в добу Відродження в Західній Європі, коли від середньовічного колективу відокремилась особа. Це особа впевнена у собі, здатна на творчість, ініціативу і незалежність від терору середовища, терору консервативної спільноти. Це доводять сміливий автопортрет оголеного Дюрера чи різкий малюнок — автопортрет Леонардо, старого, в зморшках і набряках під очима і водночас могутнього як велетень.
Відмова від канонів іконопису Візантії спричинила пошуки все нових композицій. Це найкращим чином вплинуло на західноєвропейський живопис, і, також, на автопортрет.

## Галерея

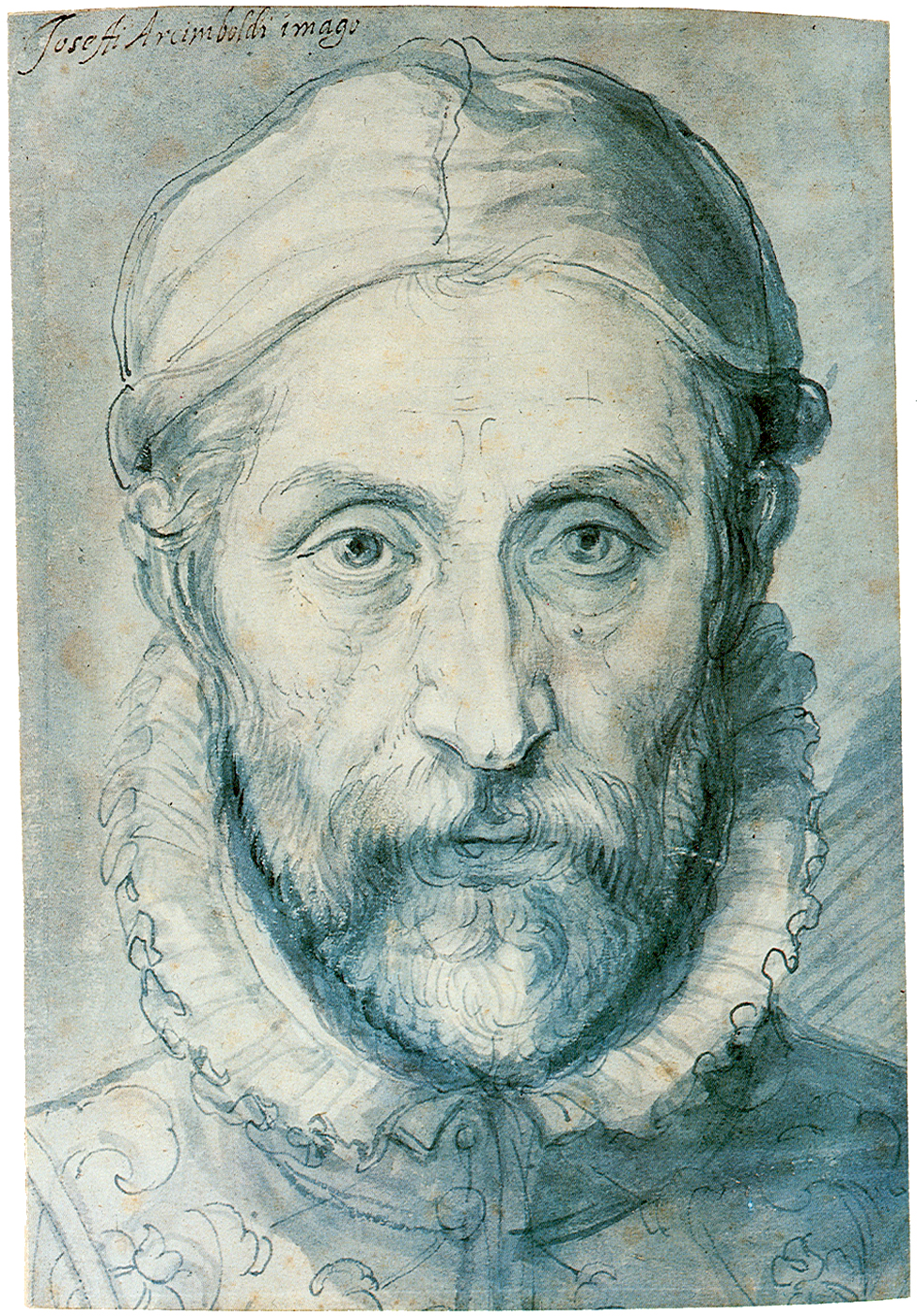
Автопортрет Арчімбольдо. Малюнок, акварель, остання третина 16 ст. Національна галерея (Прага)

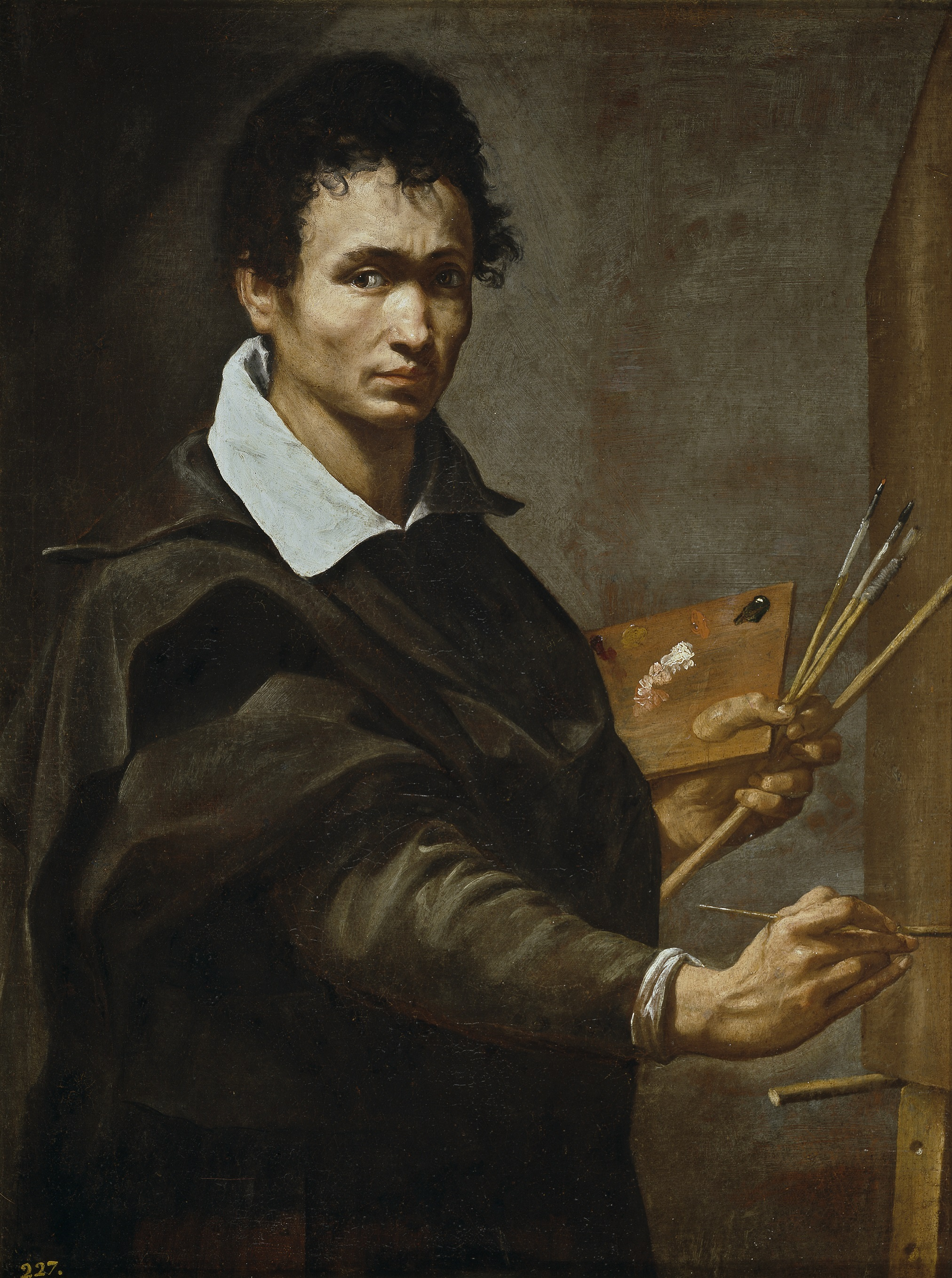
Ораціо Борджанні. Автопортрет, початок 17 ст., Національний музей Прадо, Мадрид

- Автопортрет Пуссена 1650 року

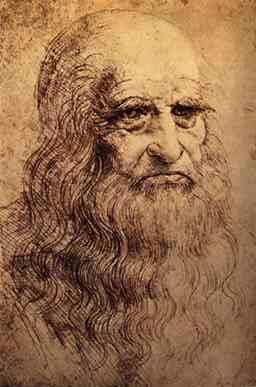
Автопортрет Леонардо
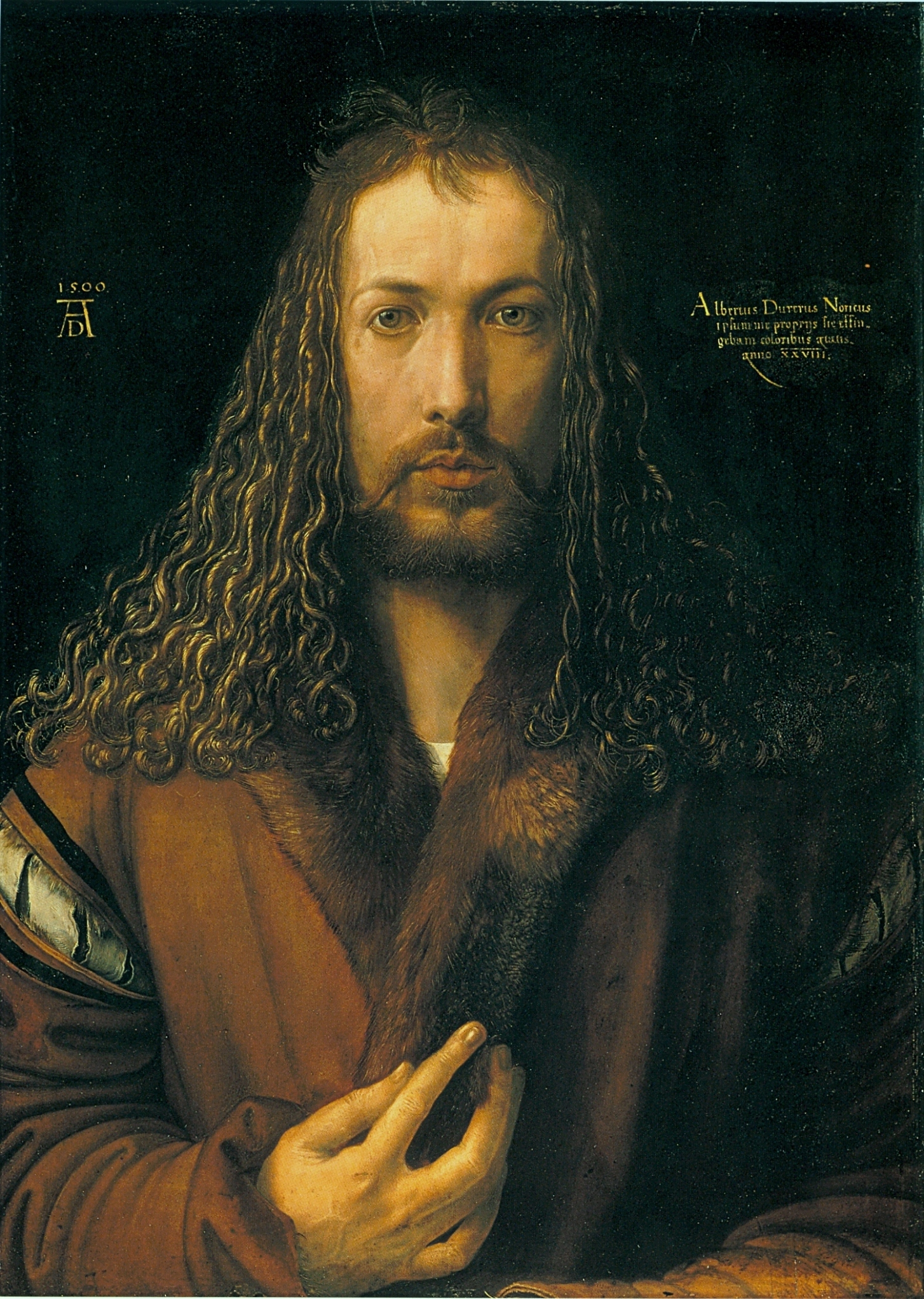
Дюрер
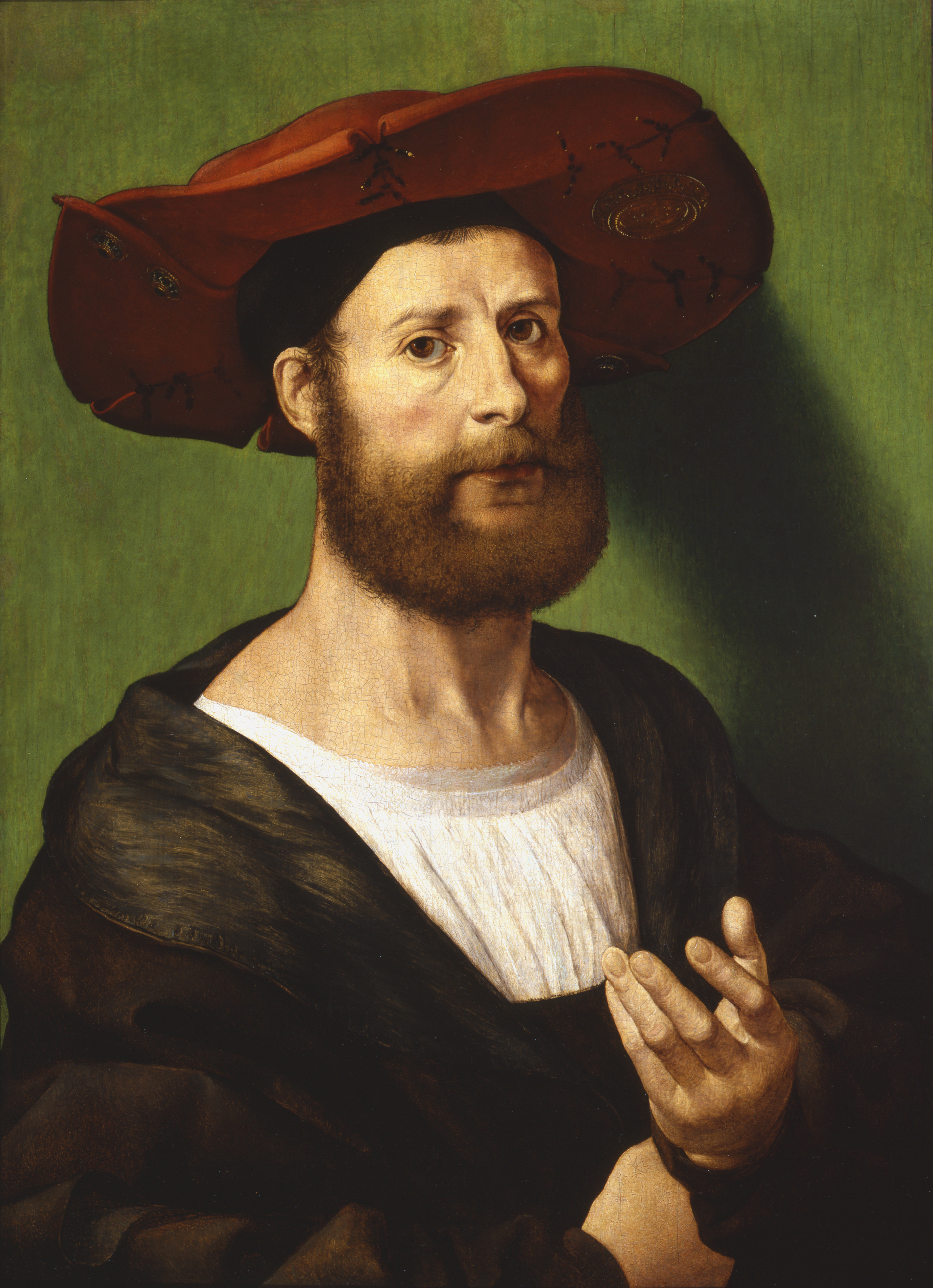
Художник Мабюз
Тиціан
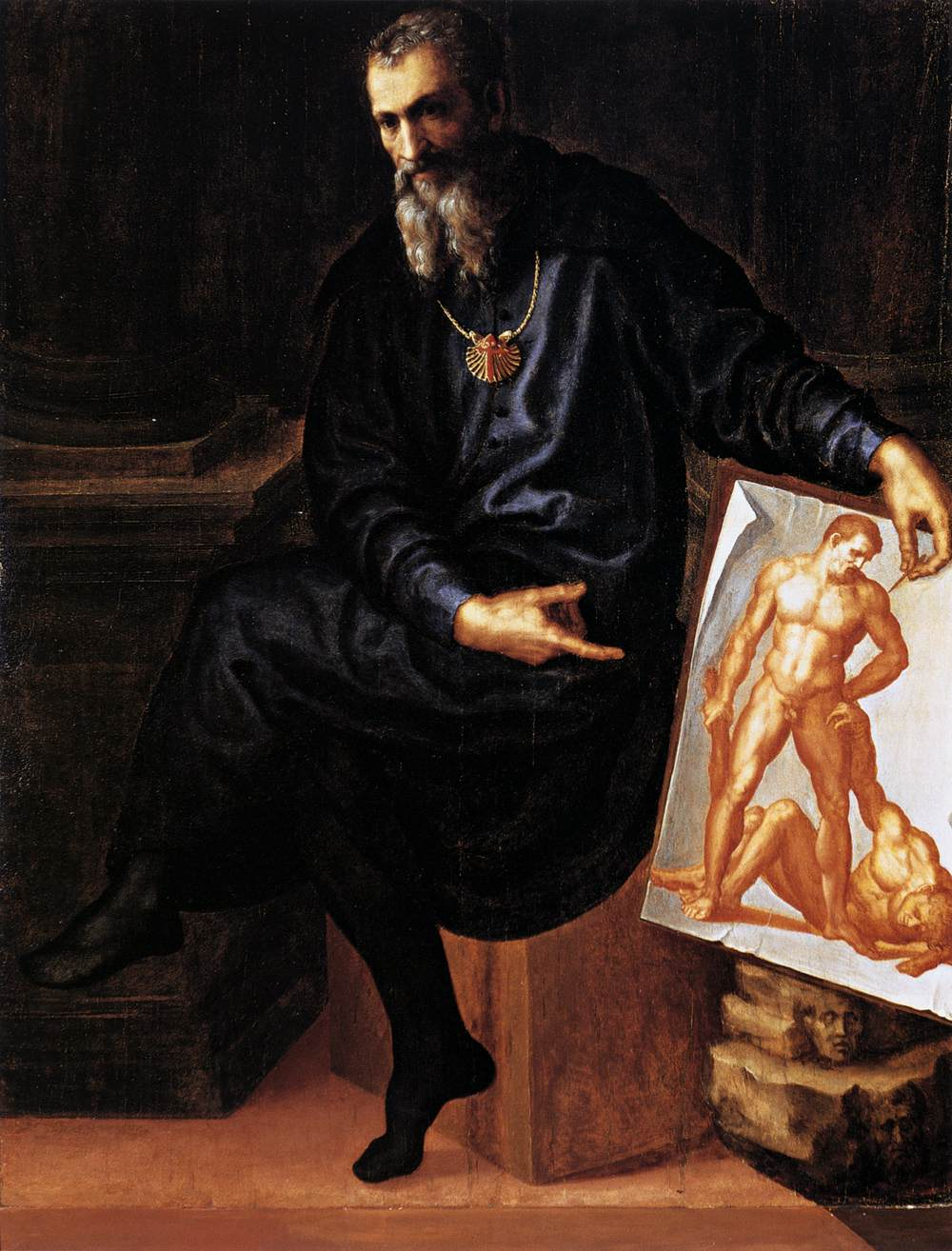
Баччо Бандінеллі
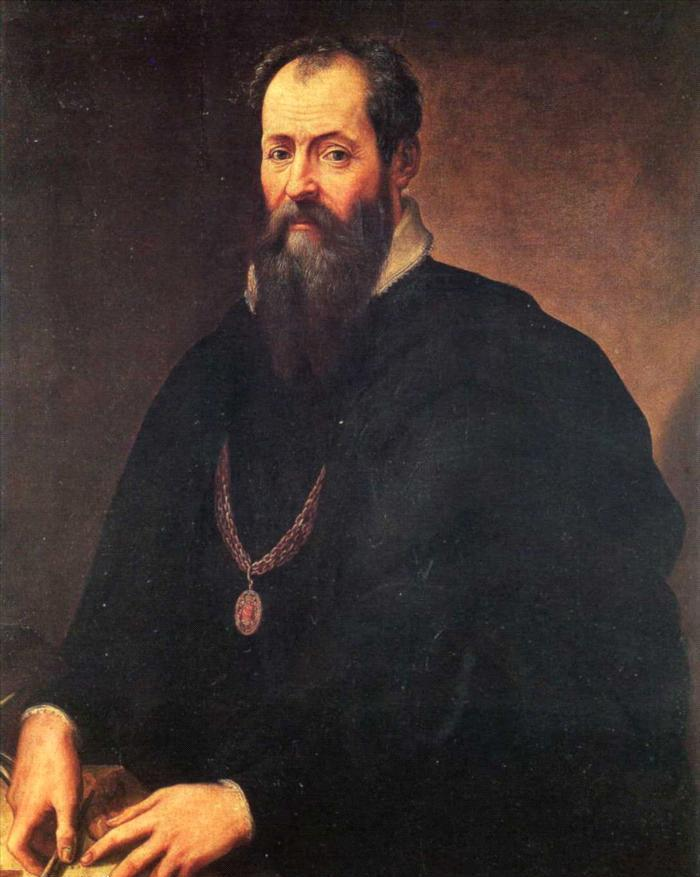
Джорджо Вазарі
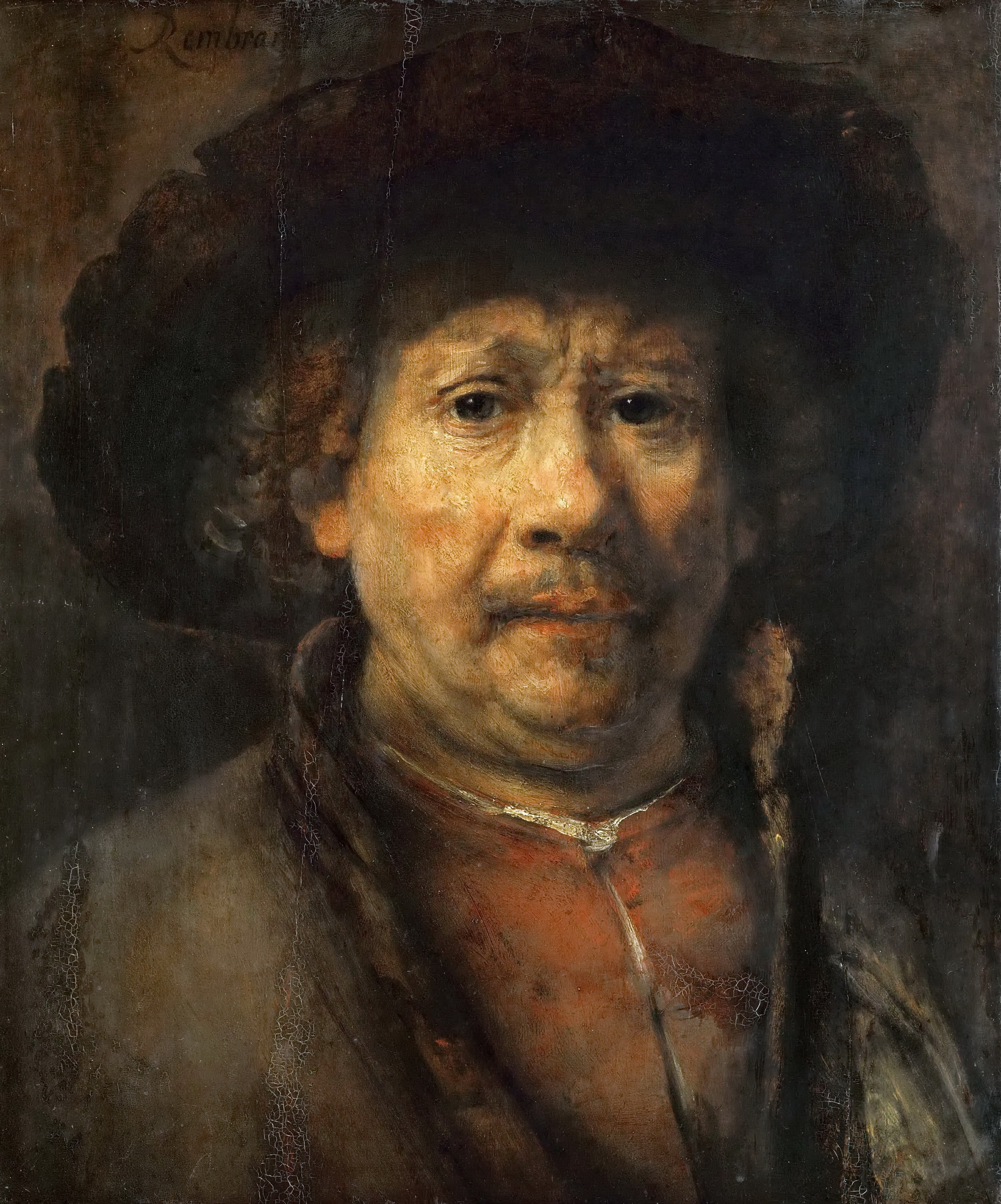
Рембрандт
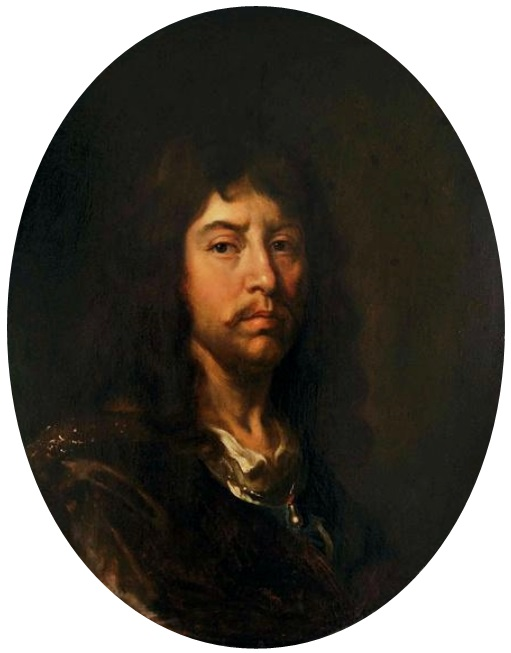
Андреас Стех
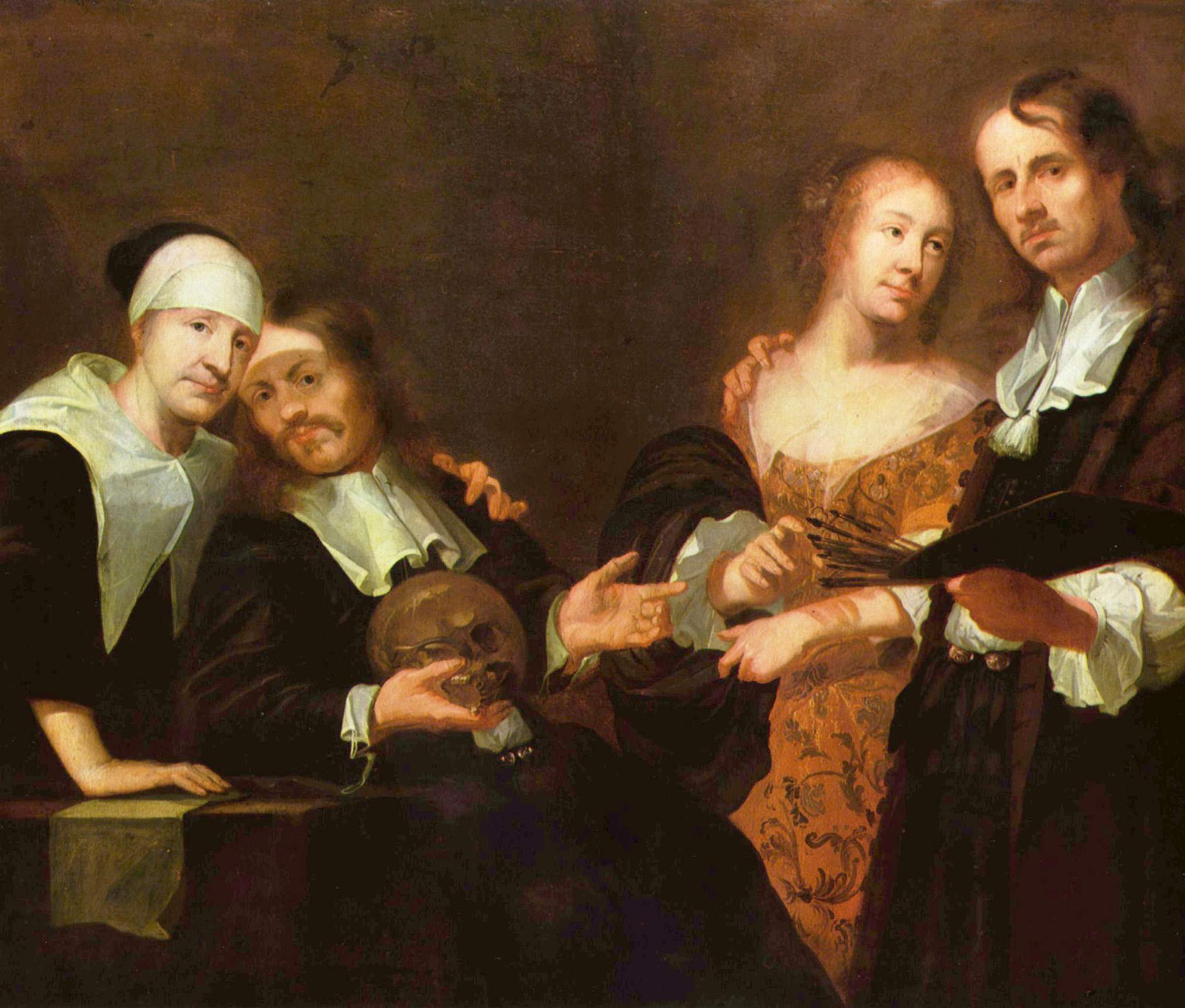
Йоахим Лун. «Автопортрет з родиною», бл. 1700 р. Музей герцога Антона Ульріха
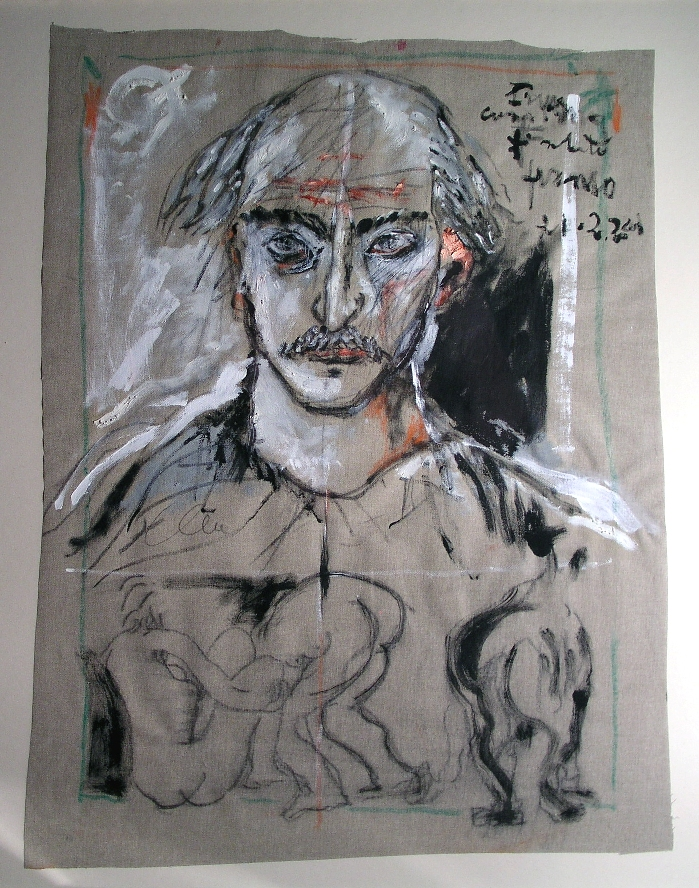
Франко Плачіді
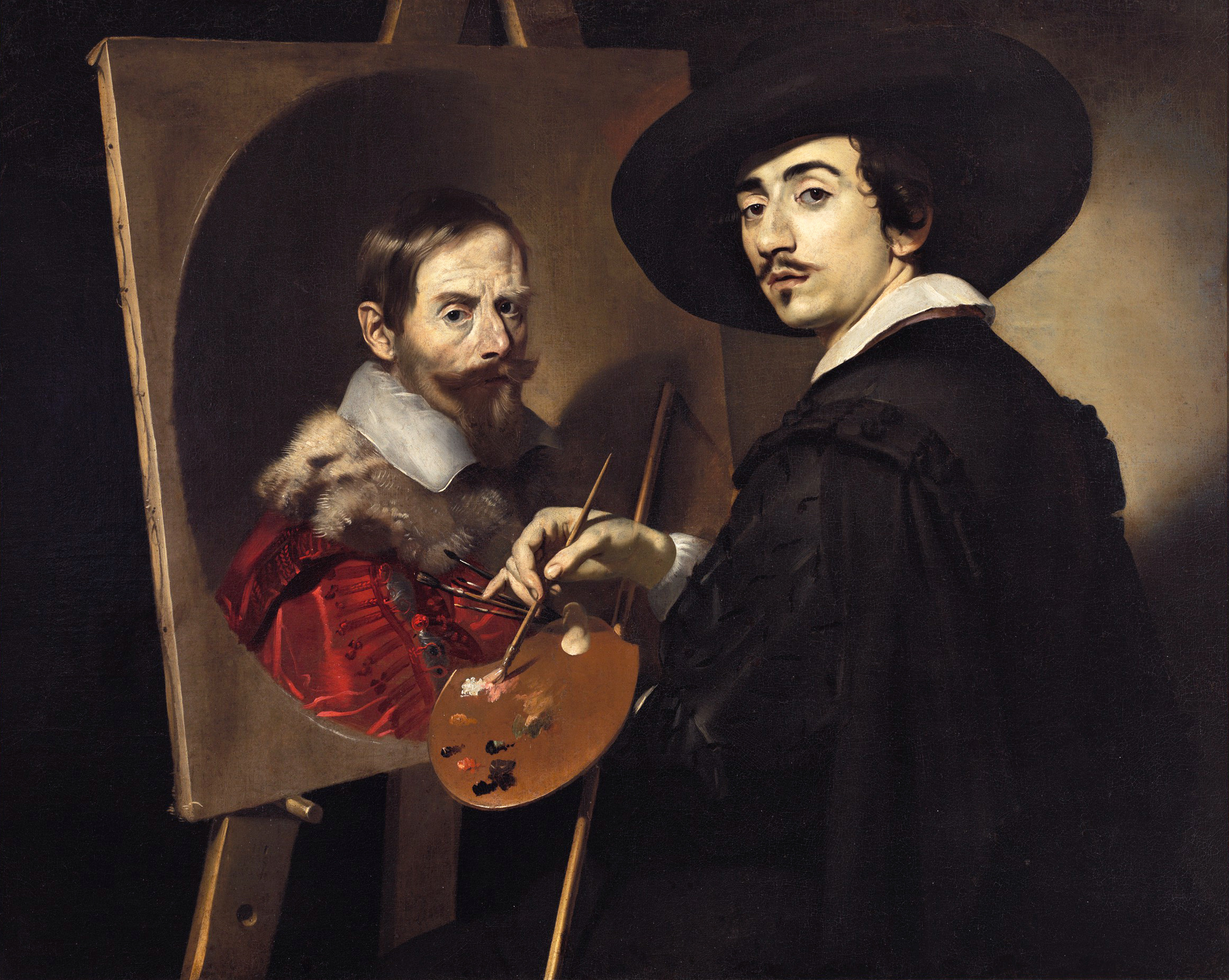
Ніколо Реньєрі
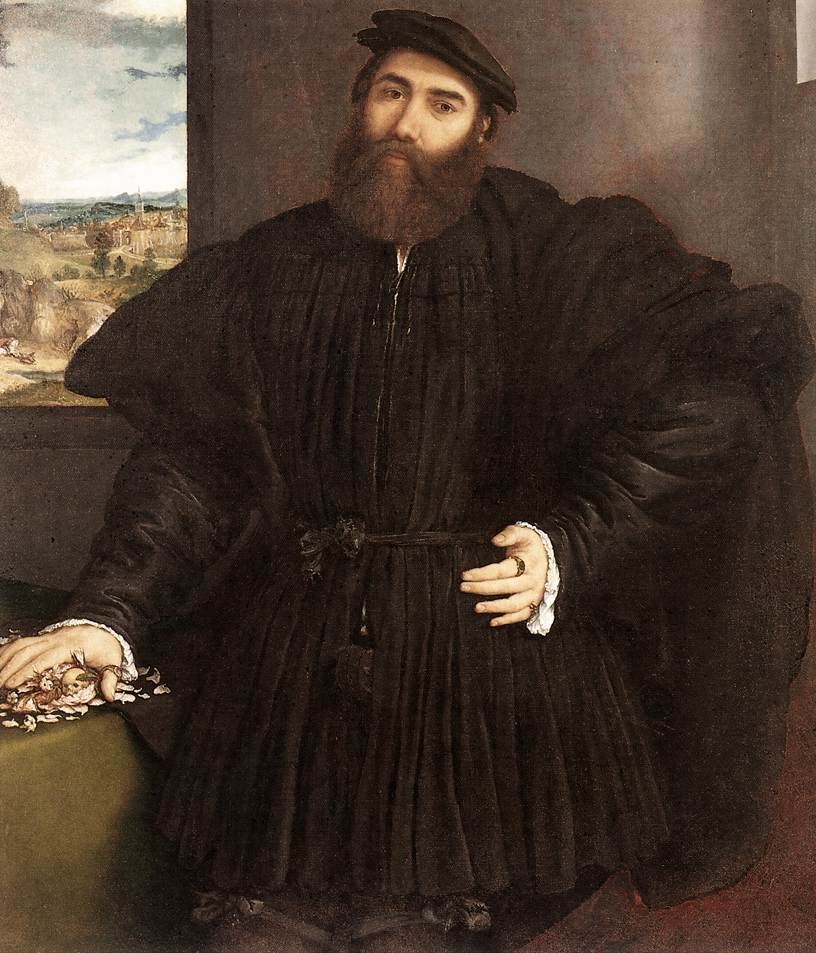
Лоренцо Лотто
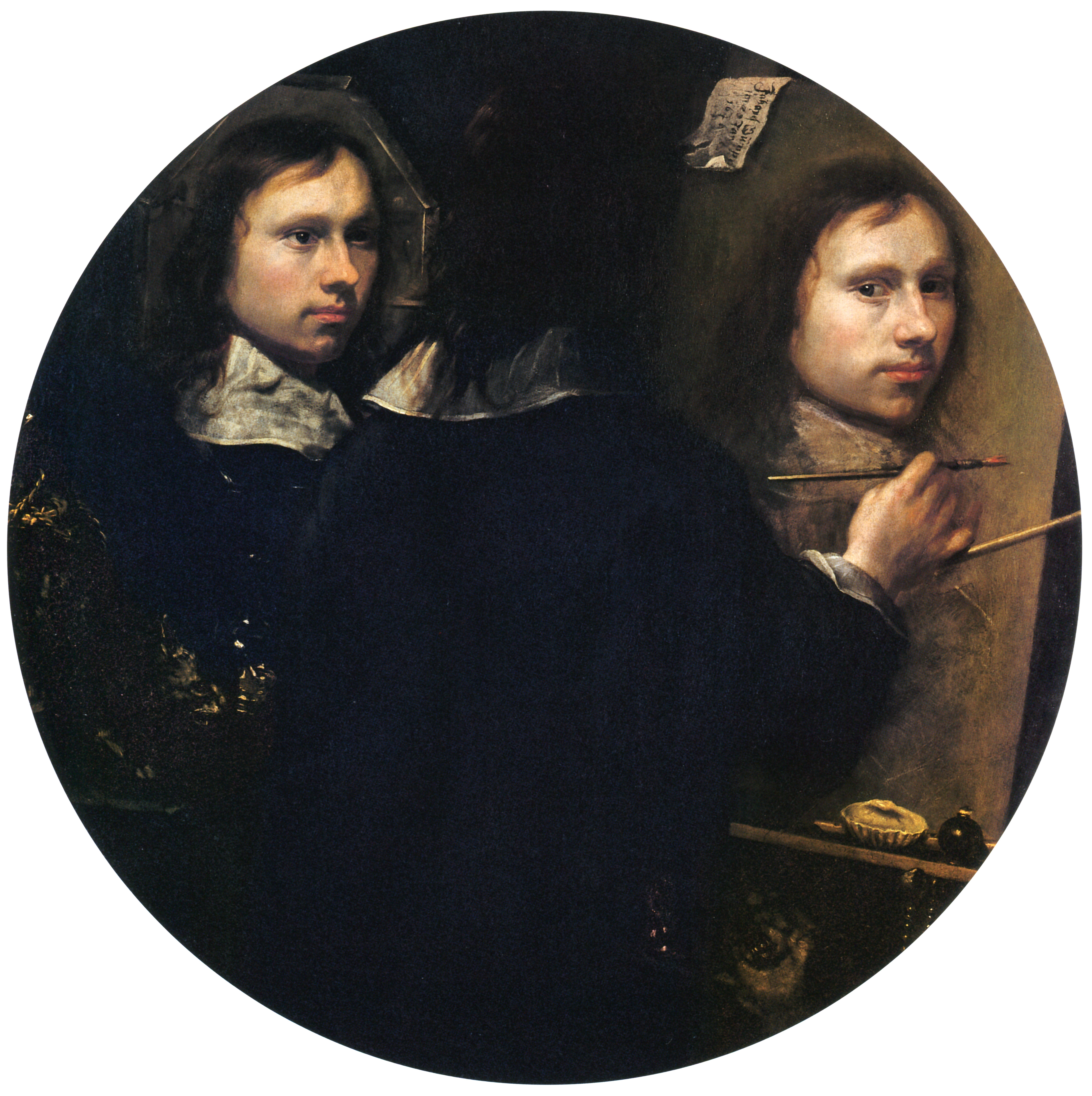
Йоан Гумп, «Автопортрет» , праця із дзеркаом, перзлями і муштабелем. 1646 р. Уффіці, Флоренція
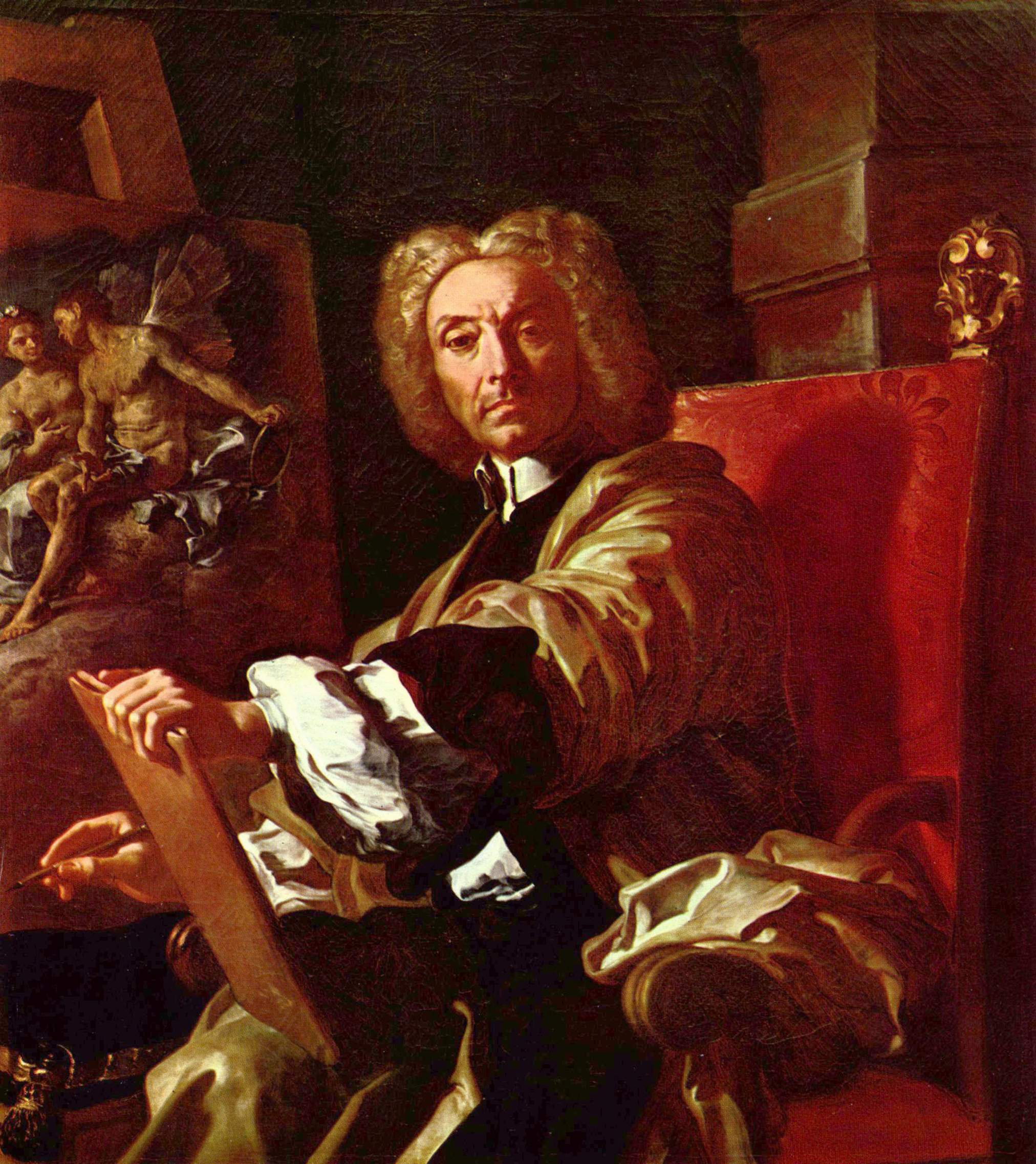
Франческо Солімена
Автопортрет 1887 Анна Білінська-Богданович
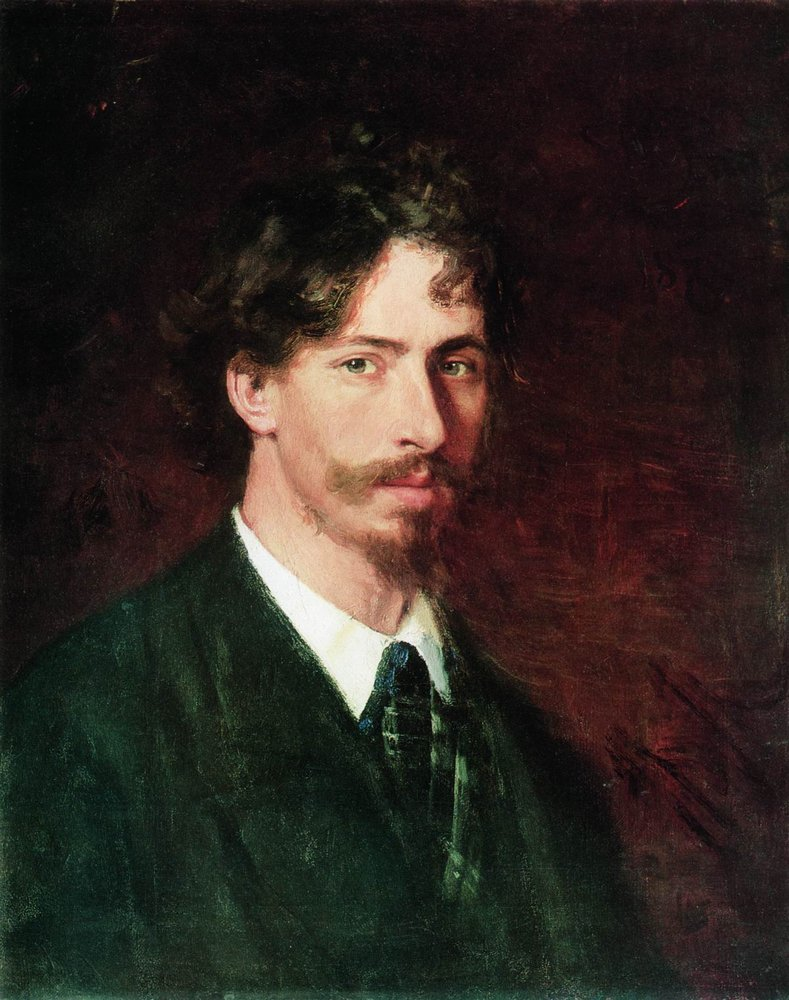
Ілля Рєпін
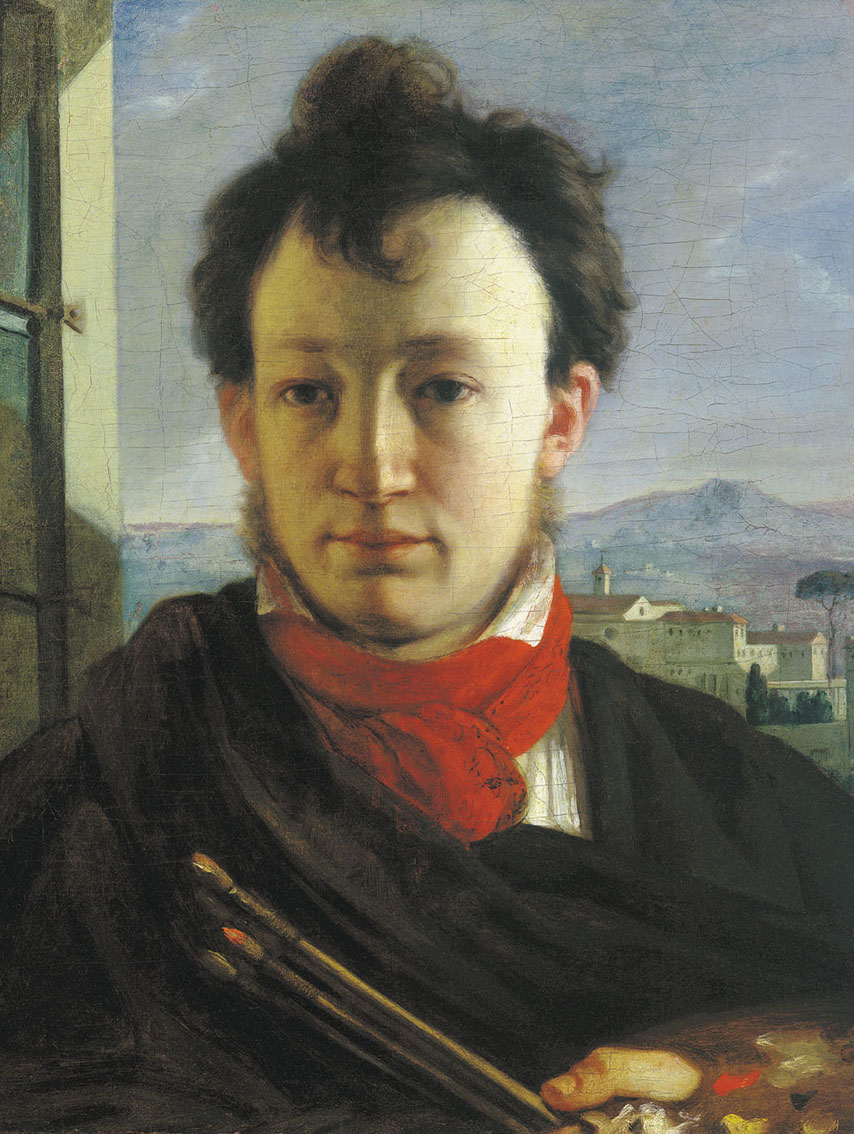
Олександр Варнек
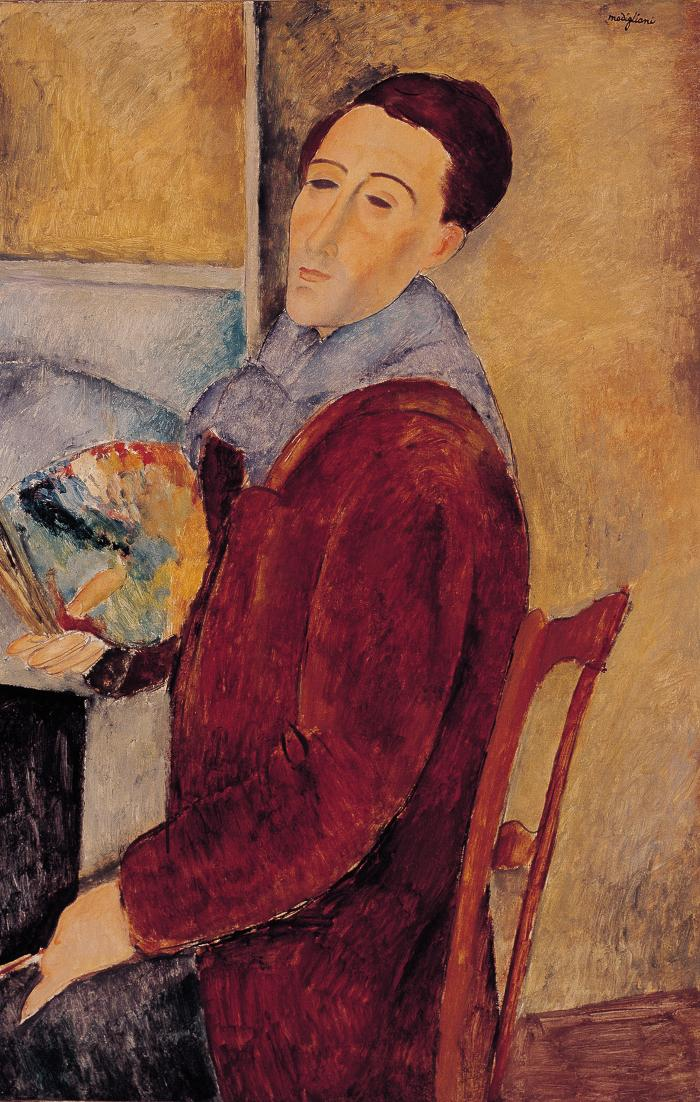
Амедео Модільяні
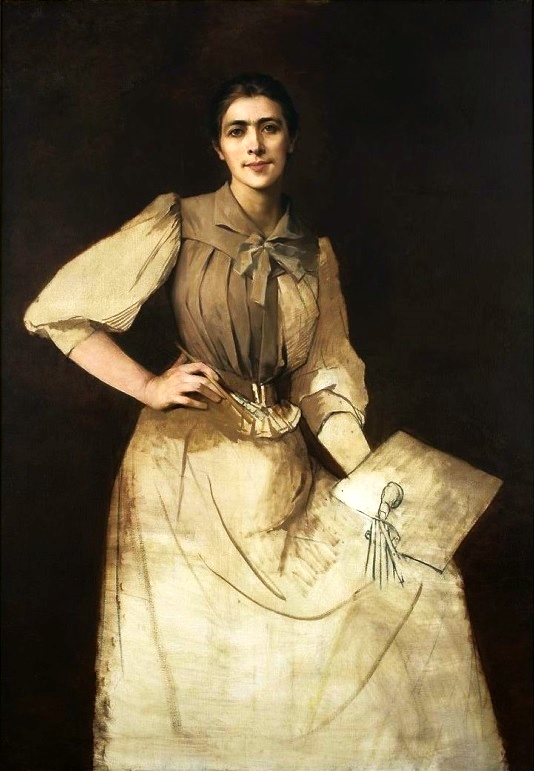
Автопортрет 1892 Анна Білінська-Богданович
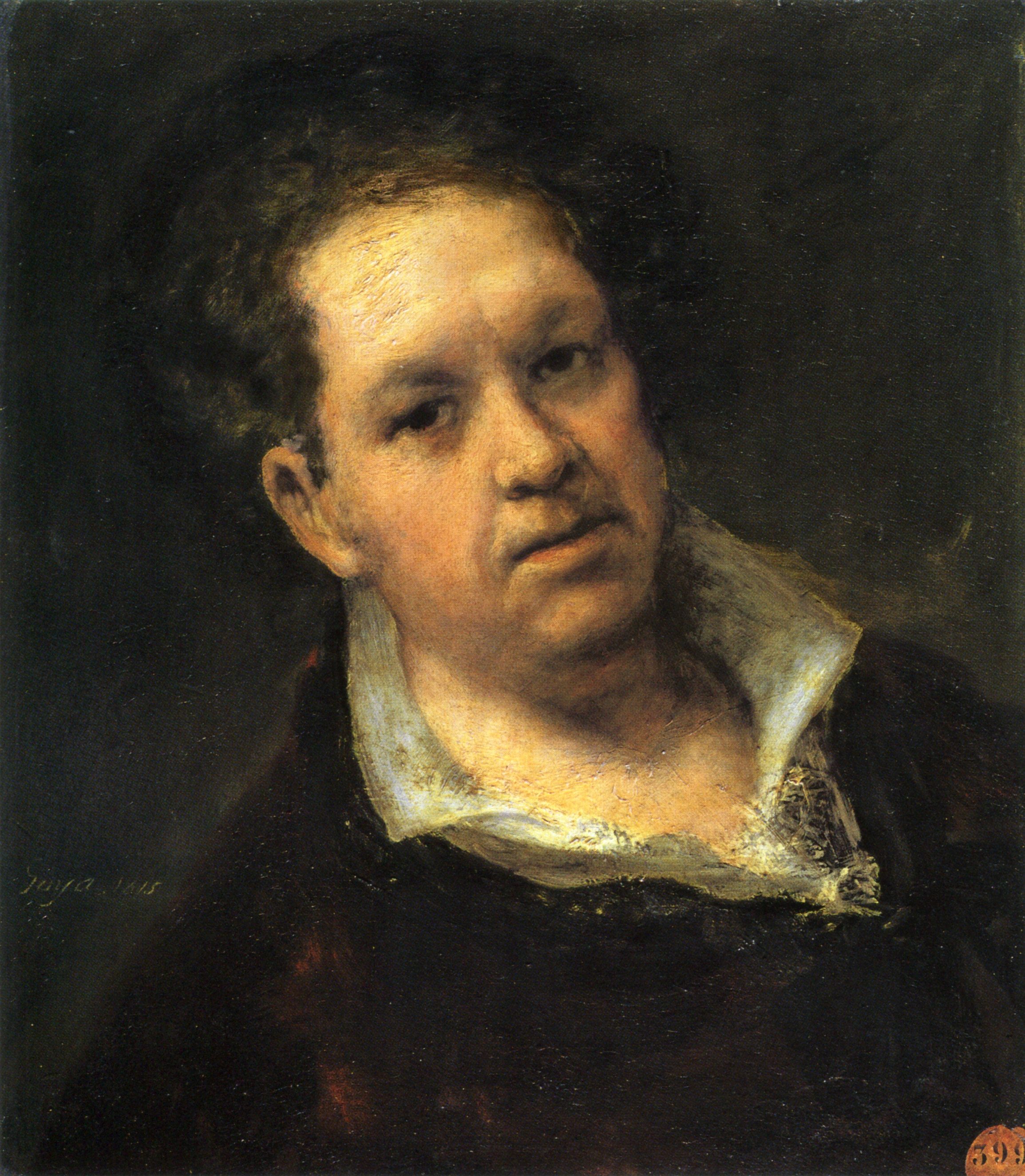
Франсіско Гойя
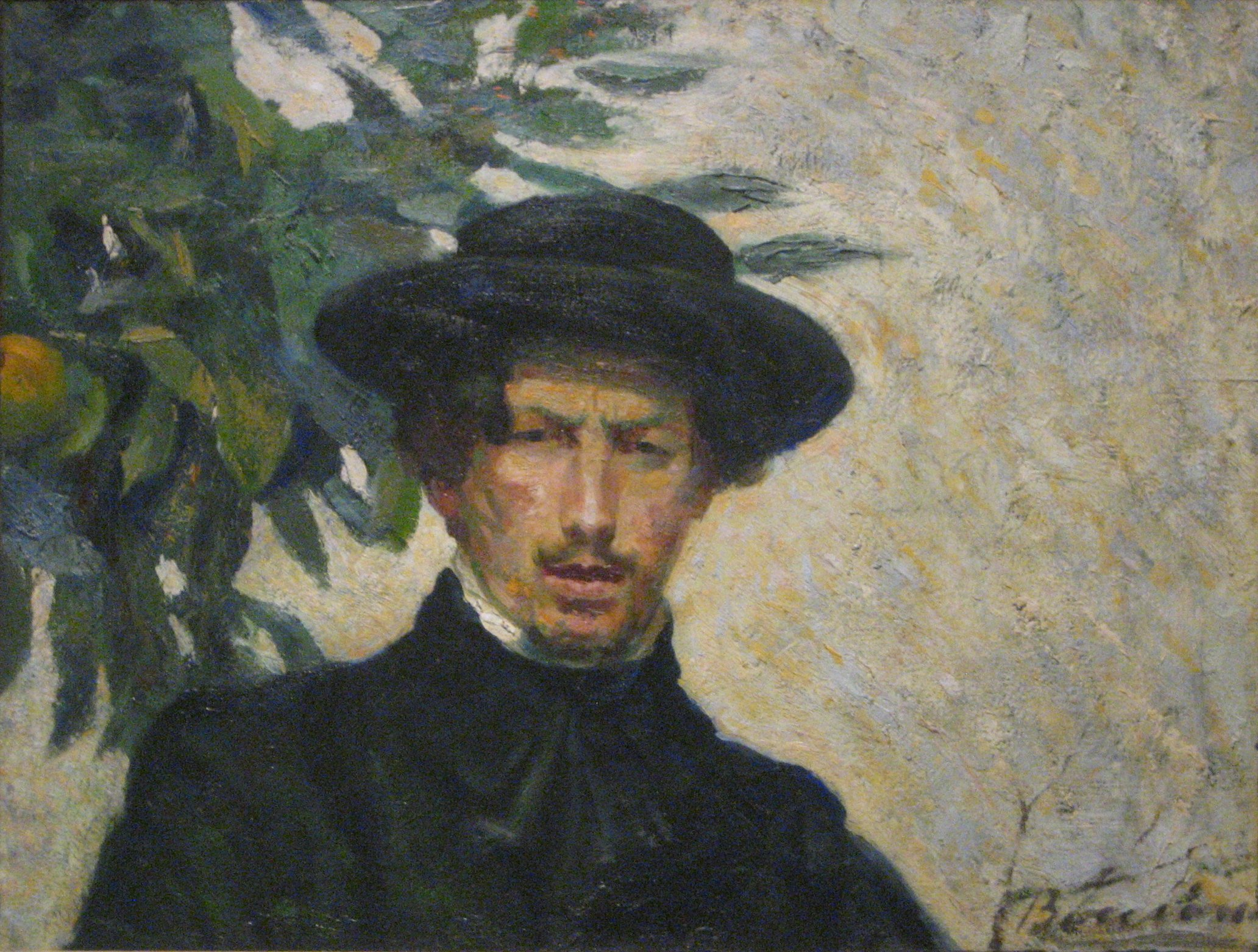
Умберто Боччоне
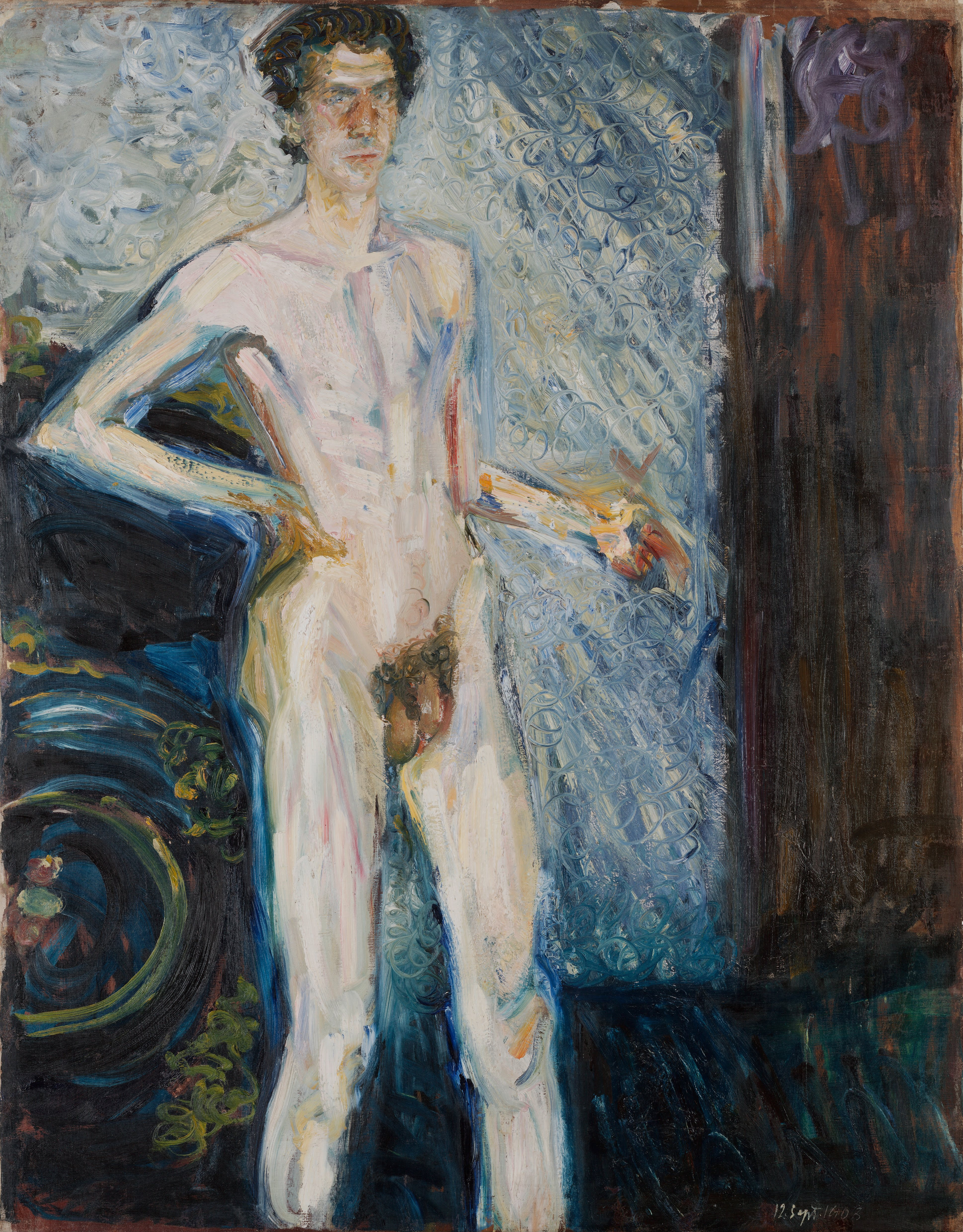
Ріхард Герстль
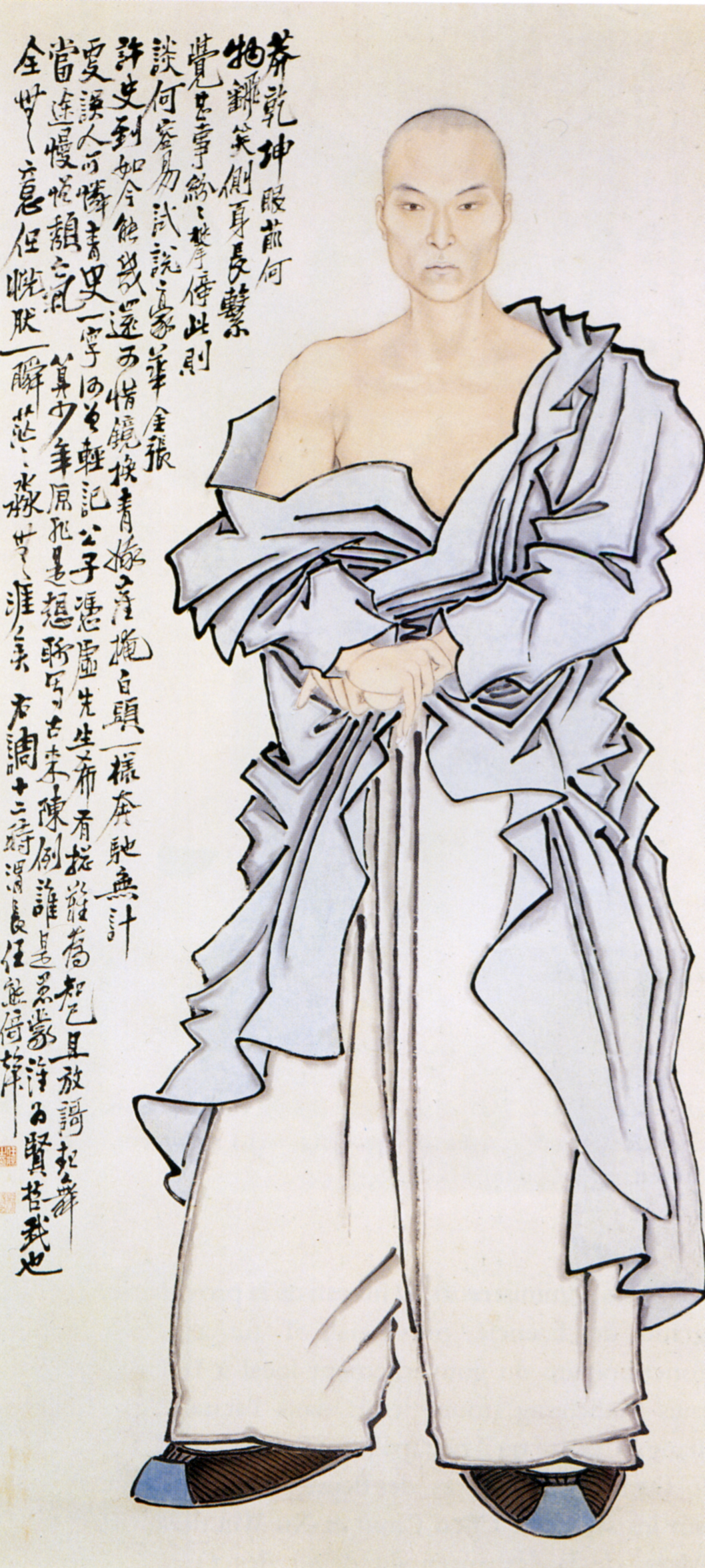
Рен Ксіонг
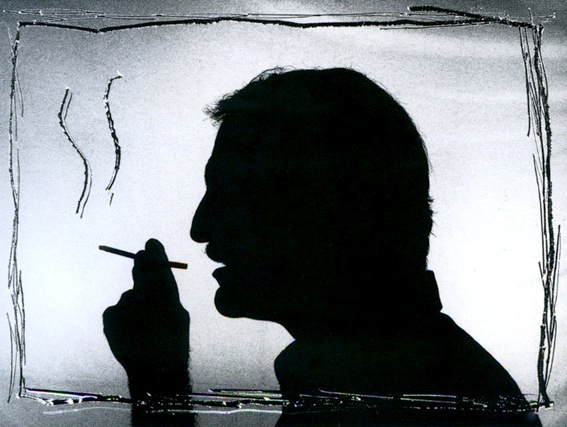
Автопортрет - Аугусто Де Лука (Фотографія‬)
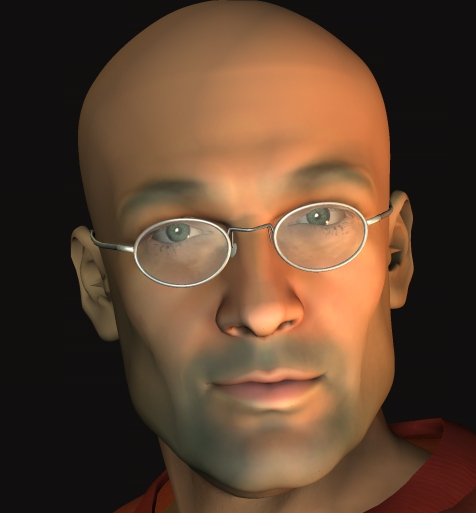
Фотоавтопортрет, Вальтер Пруф